# Copa del Pacifico 1983
Copa del Pacifico 1983 – siódmą edycję turnieju towarzyskiego o Puchar Pacyfiku między reprezentacjami Peru i Chile rozegrano w 1983 roku.

## Mecze
| 21 lipca Lima |  | Peru | 0 | - | 1 | Chile |

| 3 sierpnia Arica |  | Chile | 2 | - | 0 | Peru |

## Końcowa tabela
| M | Reprezentacja | L.m. | Zw. | Rem. | Por. | Bramki | R.br. | Pkt |
| 1 | Chile         | 2    | 2   | 0    | 0    | 3:0    | +3    | 4   |
| 2 | Peru          | 2    | 0   | 0    | 2    | 0:3    | -3    | 0   |

Triumfatorem turnieju Copa del Pacifico 1983 został zespół: Chile.